# Xã Emerson, Quận Faulk, South Dakota
Xã Emerson (tiếng Anh: Emerson Township) là một xã thuộc quận Faulk, tiểu bang Nam Dakota, Hoa Kỳ. Năm 2010, dân số của xã này là 35 người.